# Легомувир
Легомуви́р (рос. Легомувыр) — присілок в Дебьоському районі Удмуртії, Росія.

## Населення
Населення — 44 особи (2010; 64 в 2002).
Національний склад станом на 2002 рік:
- удмурти — 83 %

## Урбаноніми[3]
- вулиці — Легомувирська